# Ной-Димен

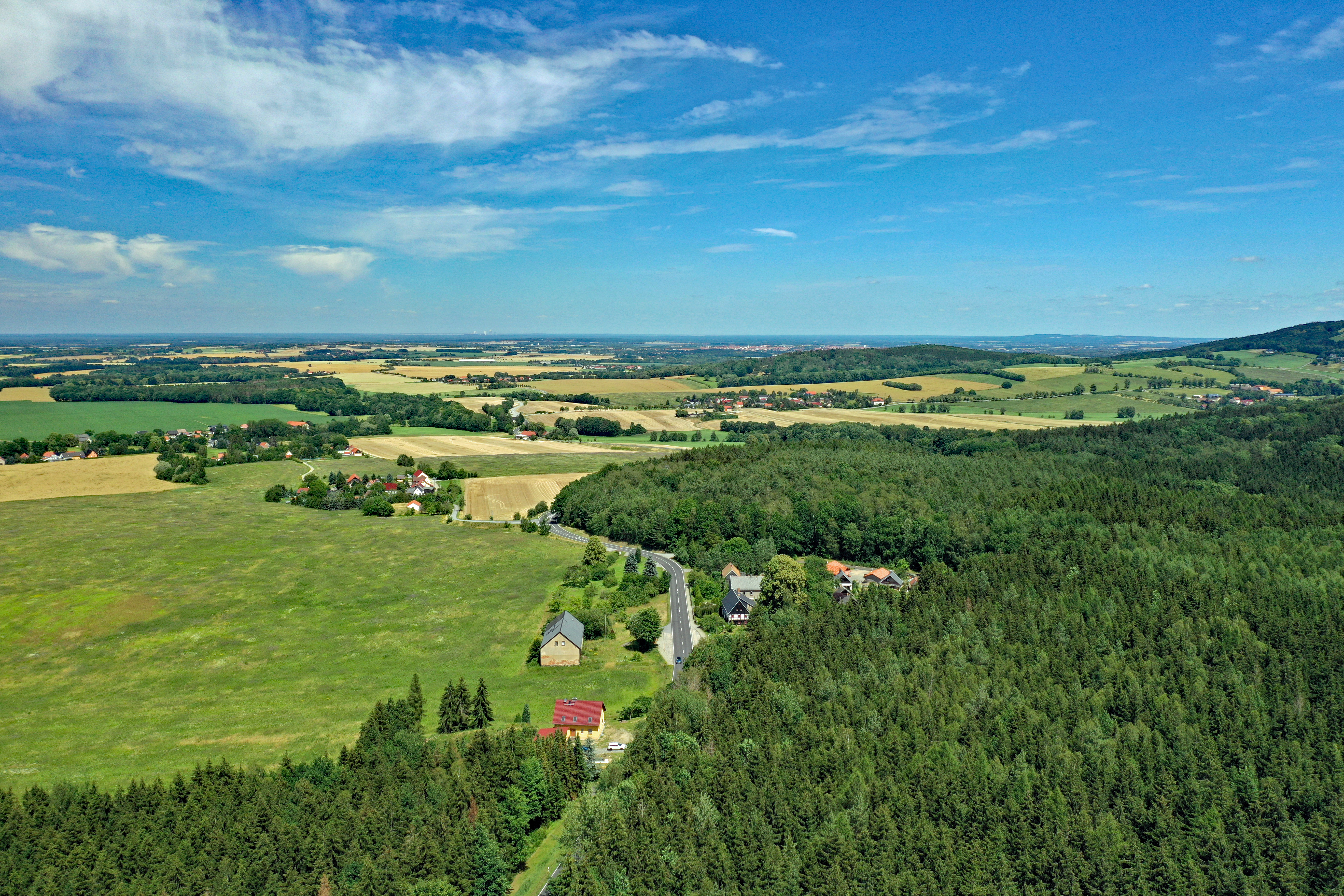

Ной-Ди́мен или Но́ве-Де́мяны (нем. Neu-Diehmen; в.-луж. Nowe Demjanyо файле) — деревня в Верхней Лужице, Германия. Входит в состав коммуны Добершау-Гаусиг района Баутцен в земле Саксония. Подчиняется административному округу Дрезден.
Расположена среди холмов: на востоке от деревни расположен холм Гросер-Пихо высотой 499 метров (Вульки-Пихов; Großer Picho, Wulki Pichow) и на юге — холм Гальбенберг высотой 413 метров (Galbenberg), на юго-западе — холм Лемменберг высотой 402 метра (Lämmenberg) и на западе — холм Фухсберг высотой 404 метра (Fuchsberg). Через деревню проходит автомобильная дорога S119 (направление с юга на северо-восток: Нойкирх — Димен).
Граничит c деревнями Димен (Демяны) на севере, Дречен (Дречин) на северо-востоке, Арнсдорф (Варночицы), на юге — с административным центром коммуны Нойкирх (Вязоньца) и на западе — с деревней Наундорф (Нова-Вес).
Деревня была основана в XIX веке как выселки деревни Димен. С 1973 по 1999 год входила в коммуну Гаусиг. С 1999 года входит в коммуну Добершау-Гаусиг.
В настоящее время деревня входит в состав культурно-территориальной автономии «Лужицкая поселенческая область», на территории которой действуют законодательные акты земель Саксонии и Бранденбурга, содействующие сохранению лужицких языков и культуры лужичан.
Официальным языком в населённом пункте, помимо немецкого, является также верхнелужицкий язык.
| 1834 | 1871 | 1890 | 2011 | 2022 |
| ---- | ---- | ---- | ---- | ---- |
| 49   | 57   | 65   | 40   | 42   |